# Kafue

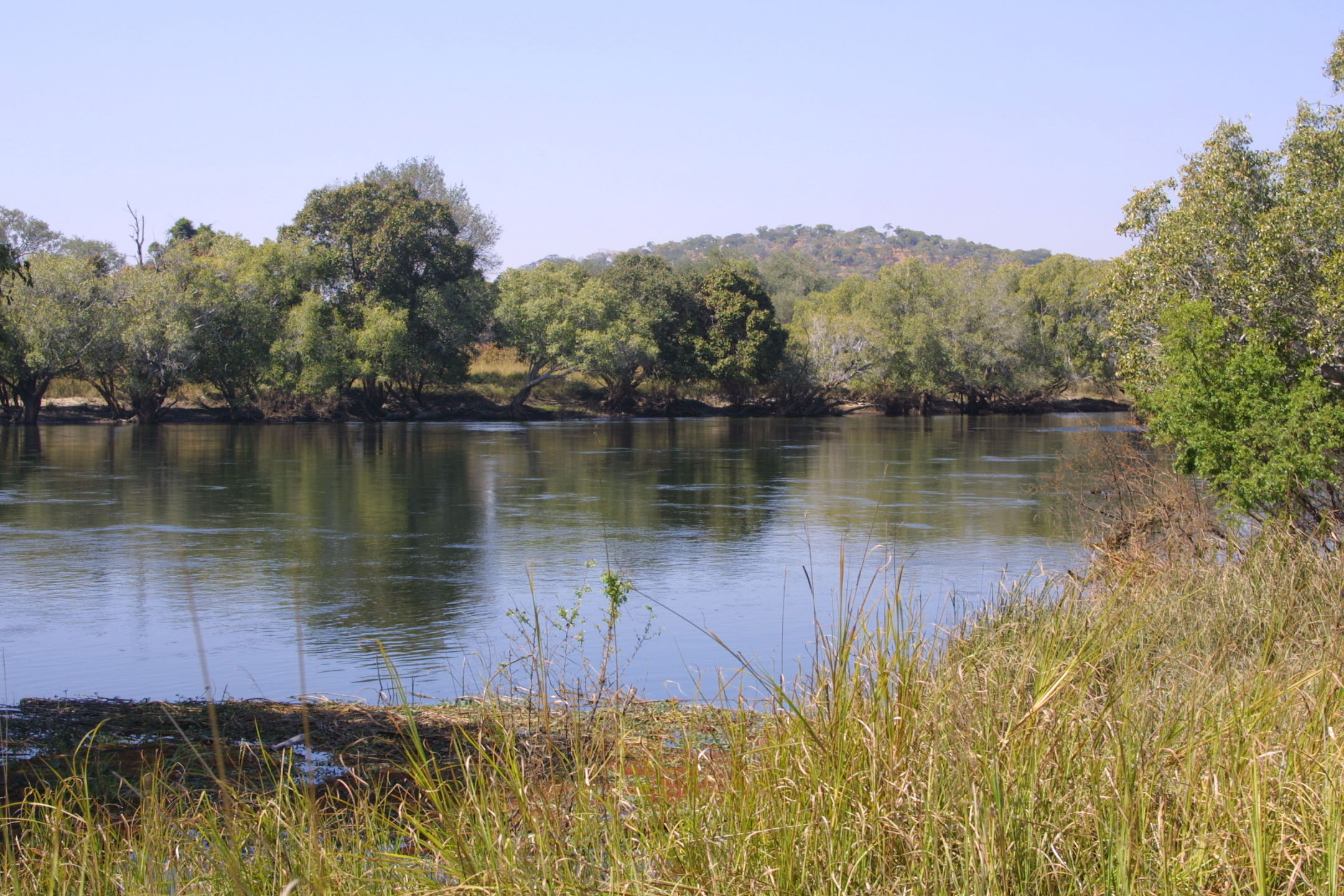
Kafue.

Kafue är en flod i Afrika, en biflod till Zambezi. Den har sin källa i norra Zambia, cirka 40 km väster om Lubumbashi i Kongo-Kinshasa, och flyter ihop med Zambezi nära Chirundu i Zambia, 70 km norr om Kariba. Floden är cirka 960 km lång, och används för bevattning och produktion av elektricitet. Djurlivet längs floden är rikt, och på ett 22 400 km² stort område vid flodens mittersta lopp i Zambia upprättades 1950 Kafue nationalpark.
Båttrafik på floden är förbjuden på grund av många forsar och vattenfall. Vid Kafue ligger flera vattenkraftverk och Zambia kan exportera delar av energin.